# Nicolas Pierquin
Pour les articles homonymes, voir Pierquin.
Nicolas Pierquin, né le 7 novembre 1741 à Avillers (Meuse), mort le 8 juin 1794 à Lille (Nord), est un général de brigade de la Révolution française.

## États de service
Il entre en service comme milicien le 26 octobre 1758, puis comme soldat au régiment de Barrois le 3 janvier 1759, il est nommé sergent le 21 février 1762, et il passe au régiment de Foix le 7 juillet 1763. Il devient porte drapeau le 11 septembre suivant, et il fait les campagnes de 1763 à 1765, aux colonies et sur mer.
Il est promu sous-lieutenant de grenadiers le 23 janvier 1772, lieutenant en second le 8 avril 1785, lieutenant en premier le 29 juin 1786, et il est fait chevalier de Saint-Louis le 27 juillet 1786. Il devient capitaine le 1er avril 1791, capitaine de grenadiers le 21 février 1792, et lieutenant-colonel en second d'un bataillon de grenadiers le 21 octobre de la même année. Il fait les campagnes de 1792 à 1793 à l'armée des Ardennes, et il exerce les fonctions de commandant temporaire à Mariembourg. Il est élevé au grade de général de brigade le 13 septembre 1793, et il est suspendu de ses fonctions par les représentants du peuple le 5 novembre 1793, puis arrêté et emprisonné le 10 novembre suivant. 
Remis en liberté, et réintégré dans ses fonctions en avril 1794, il est envoyé à l’armée du Nord, comme commandant du camp d’Arleux. Il a le genou droit traversé par une balle à la bataille de Tourcoing le 18 mai 1794, et meurt des suites de cette blessure à Lille le 8 juin 1794.

## Hommages
- Le nom du général Pierquin est inscrit sur les tables de bronze du musée de Versailles.
- En avril 1886, le nouveau Ministre de la guerre le Général Boulanger décide de donner aux établissements militaires le nom d'un « personnage ayant honoré l'Armée ».

Le Fort d'Englos devient le Fort Pierquin, nom du général de brigade blessé mortellement au combat de Lannoy en 1794 - Ardennes Nord.
Sur la Place Forte de Verdun (Meuse - 55) ce qui deviendra l'ouvrage Du Chana, fut initialement et très brièvement désigné ouvrage ou poste Pierquin.

## Sources
- (en) « Generals Who Served in the French Army during the Period 1789 - 1814: Eberle to Exelmans »
- (pl) « Napoléon.org.pl »
- Jacques Charavay, Les généraux morts pour la patrie 1792-1871, Paris : Au siège de la Société, 1887, p. 19.
- Galeries historiques du Palais de Versailles, tome VI, 1840
- Étienne Charavay, Correspondance général de Carnot, tome 3, imprimerie Nationale, 1897, p. 358.